# Nocouszek jukatański
Nocouszek jukatański (Otonyctomys hatti) – gatunek ssaka z podrodziny gałęziaków (Tylomyinae) w obrębie rodziny chomikowatych (Cricetidae), jedyny przedstawiciel rodzaju nocouszek (Otonyctomys), zamieszkujący tereny na półwyspie Jukatan – w Meksyku, Belize oraz w północno-wschodniej części Gwatemali. Jest roślinożercą i prowadzi nocny tryb życia.

## Historia odkrycia i badań
Nocouszek jukatański został odkryty przez amerykańskiego zoologa Roberta T. Hatta, który wraz z żoną, Marcelle Roigneau Hatt badał faunę półwyspu Jukatan. Badania prowadził w okresie od 9 października do 17 grudnia 1929 roku. Okaz nieznanego wcześniej gatunku napotkał w okolicy Chichén Itzá. Rodzaj i gatunek po raz pierwszy zgodnie z zasadami nazewnictwa binominalnego opisał w 1932 roku amerykański teriolog i paleontolog Harold Elmer Anthony nadając im odpowiednio nazwy Otonyctomys i Otonyctomys hatti.

## Systematyka
Nocouszek jest rodzajem monotypowym, a jego jedynym przedstawicielem jest nocouszek jukatański. Należy do gryzoni z rodziny chomikowatych. Autorzy Illustrated Checklist of the Mammals of the World uznają ten takson za gatunek monotypowy.

### Etymologia
- Otonyctomys: gr. ους ous, ωτος ōtos „ucho”[8]; νυκτι- nukti- „nocny”, od νυξ nux, νυκτος nuktos „noc”[9]; μυς mus, μυος muos „mysz”[10].
- hatti: Robert Torrens Hatt (1902–1989), amerykański zoolog i paleontolog[11][12].

## Budowa ciała
Nocouszek jukatański jest gryzoniem średniej wielkości, pod względem morfologicznym bardzo podobnym do bliskiego krewnego nadrzewka kolonijnego. Ma jednak jaśniejszą sierść, a główne różnice między tymi dwoma gatunkami można zauważyć porównując anatomiczne wymiary czaszek. Uszy są krótkie, u podstawy porośnięte kępkami futra, a powyżej gołe. Ogon jest długi (stanowi około 50% łącznej długości ciała) i pokryty sierścią. Na końcu ogona włos jest dłuższy, a bliżej podstawy krótszy. Ubarwienie części brzusznej jest jasnorude, boki podpalane-ochrowe, a w części grzbietowej jest najciemniejsze – ochrowe. Wokół oczu jasne obwódki. Brak widocznych oznak dymorfizmu płciowego. Wzór zębowy O. hatti: {\displaystyle {\tfrac {1003}{1003}}}.
| Część ciała          | przedział  | wymiar średni |
| -------------------- | ---------- | ------------- |
| łączna długość ciała | 163–231 mm | 201,9 mm      |
| tułów z głową        | 90–116 mm  | 100,6 mm      |
| ogon                 | 60–127 mm  | 102,6 mm      |
| tylne łapy           | 18–23 mm   | 21,3 mm       |
| uszy                 | 13–20 mm   | 15 mm         |
| masa ciała           | 24–94 g    | 71,0 g        |

## Tryb życia
Osobniki schwytane przez naukowców i przetrzymywane przez nich w niewoli prowadziły nocny tryb życia. 

### Cykl życiowy
Samica może rodzić dwa razy w ciągu roku – latem i w zimie. Matki z młodymi były spotykane w październiku i lipcu, ale podczas badania populacji w Quintana Roo znajdowano karmiące samice także w lutym.

## Rozmieszczenie geograficzne
Nocouszek jukatański jest gatunkiem endemicznym zamieszkującym wyłącznie tereny na półwyspie Jukatan. Występuje w Meksyku, północnym Belize oraz w północno-wschodniej części Gwatemali.

## Ekologia
Nocouszek jukatański żywi się nasionami niskiej roślinności i krzewów, a także owocami. O. hatti padają ofiarami sów - szczątki kostne najprawdopodobniej należące do przedstawiciela tego gatunku, znaleziono podczas badania odchodów lokalnej sowy w okolicy Chichén Itzá. Na nocouszekach jukatańskich pasożytują roztocza Eutrombicula alfreddugesi.

### Siedlisko
Nocouszek jukatański zamieszkuje liściaste lasy tropikalne oraz rejony wegetacji roślin wokół naturalnych studni krasowych utworzonych w skale wapiennej. W Belize siedlisko jest ograniczone do lasów liściastych na północnych równinach. Zwierzę prowadzi raczej nadrzewny tryb życia. Badacze znajdowali okazy na kłodach powalonych drzew, na lianach, na pniach drzew – na wysokości 1–2 m. Okaz obserwowany w 2005 roku w Reserva de la Biofera Ria Lagartos zamieszkiwał opuszczoną dziuplę dzięcioła w martwym drzewie na wysokości 1,8 m od ziemi. O. hatti osiedlają się także na terenach zamieszkałych przez ludzi i bywają widywane na dachach ich domostw. Naukowcy łapali niektóre okazy w pułapki zastawiane na inne gatunki gryzoni: Heteromys gaumeri, Oryzomys melanotis, Ototylomys phyllotis, oraz Peromyscus yucatanicus. Prawdopodobna jest rywalizacja o siedliska O. hatti z blisko spokrewnionym Nyctomys sumichrasti, ale ograniczona jest do niewielkich terenów w Belize.